# Pteromalus rhoebus
Pteromalus rhoebus är en stekelart som beskrevs av Walker 1843. Pteromalus rhoebus ingår i släktet Pteromalus och familjen puppglanssteklar. Inga underarter finns listade i Catalogue of Life.